# Jaclyn Smithová
Jacquelyn Ellen Smithová (* 26. října 1945 Houston, Texas, USA) je americká herečka a podnikatelka.

## Život

### Mládí
Narodila se jako dcera zubaře Jacka Smithe a Margaret Ellen (rodným jménem Hartsfieldová). Její otec byl žid ruského původu a matka byla potomkem Angličanů, Skotů, Irů i Velšanů. Jaclyn absolvovala na Mirabeau B. Lamar High School v roce 1964 a poté studovala psychologii a herectví na Trinity University v San Antoniu. Zde však setrvala pouze jeden rok, načež se přestěhovala do New Yorku a začala chodit na baletní školu Balanchine School of American Ballet.
Její první herecké počiny zahrnovaly pouze několik televizních reklam a v roce 1973 se stala modelkou propagující šampony Breck. Zde se také poprvé seznámila s herečkou Farrah Fawcett.

### Kariéra

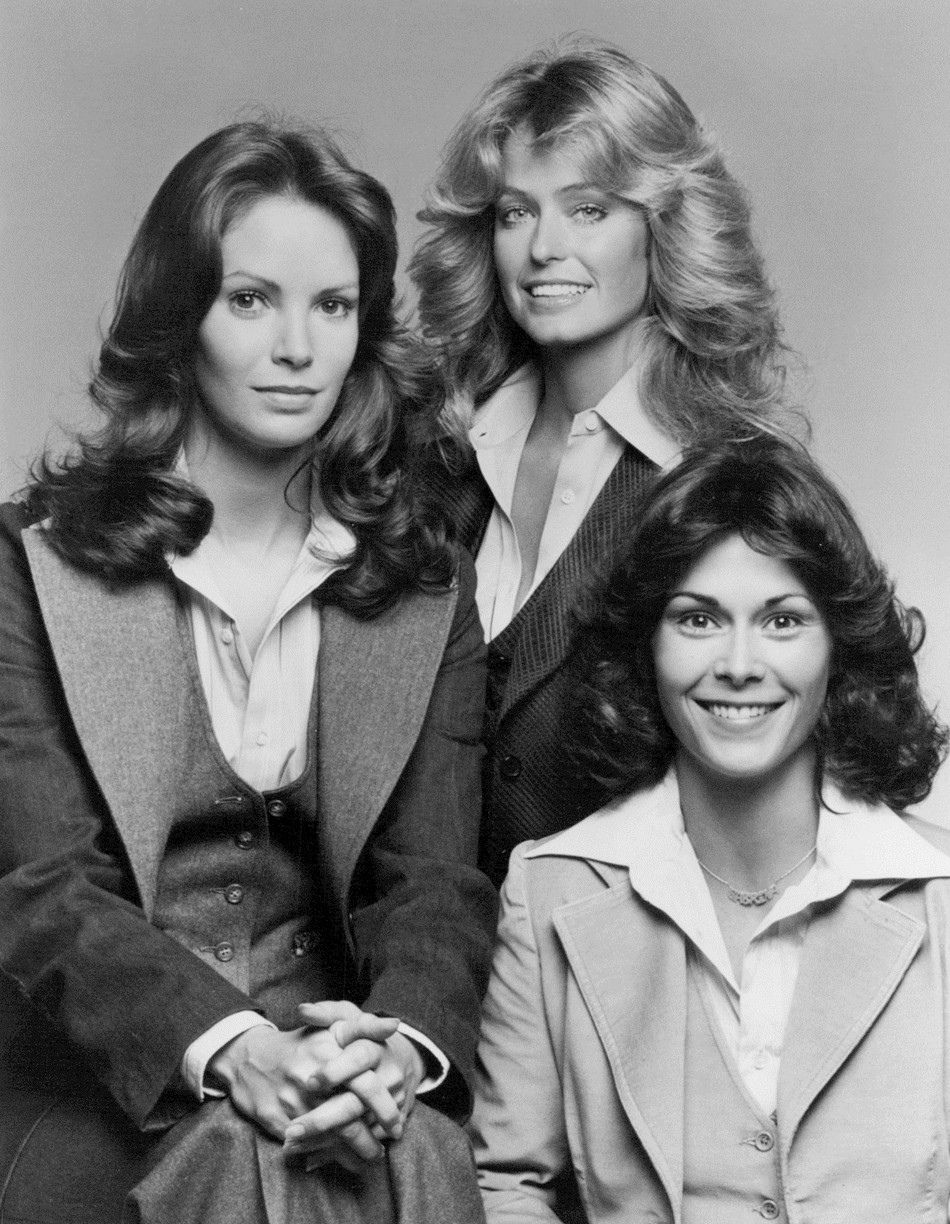
Jaclyn Smithová v roce 1977 v seriálu Charlieho andílci spolu s Farrah Fawcett a Kate Jacksonovou

V roce 1969 debutovala v malé neuvedené roli ve filmu Sbohem, město C, ale již o rok později na sebe upozornila v akčním dramatu The Adventures (1970). V následujících letech hostovala i v několika televizních pořadech jako The Partridge Family, McCloud a Switch a The Rookies. První polovinu 70. let završila ještě televizními filmy Probe (1972) a Bootleggers (1974).
Zlom v její kariéře však nastal 21. března 1976, kdy se poprvé objevila jako Kelly Garrettová v seriálu Charlieho andílci. Mezi „andílky“ patřily ještě herečky Farrah Fawcett a Kate Jacksonová a společně hrály sehranou trojici detektivů pro samotářského multimilionáře Charlese Townsenda (John Forsythem). Seriál získal velmi dobré hodnocení od Nielsen Media Research a oficiální premiéra se uskutečnila 22. září 1976. Seriál, jež běžel ještě dalších pět sezón, se stal brzy oblíbený nejen ve Spojených státech a začal být také vysoce medializován. Posloužil i jako propagace sběratelských karet a stal se také námětem dvou sad módních panenek, nespočtu plakátů, a dokonce i školních pomůcek a deskových her. „Andílci“ se také čtyřikrát objevili i na titulní stránce časopisu Life.
Během natáčení Charlieho andílků se Jaclyn objevila i v dramatech jako Escape from Bogen County (1977) a The Users (1978). Rok před ukončením Charlieho andílků si zahrála ještě v hororu Nightkill (1980) a v roce 1981 se blýskla v životopisném dramatu Jacqueline Bouvierová Kennedyová (1981), kde ztvárnila v titulní roli bývalou první dámu prezidenta Johna F. Kennedyho Jacqueline Bouvierovou Kennedyovou (rodným jménem Onassisová). Za tento snímek byla dokonce nominována na Zlatý glóbus pro nejlepší herečku.
Během 80. let se objevila ještě v dalších sedmi filmech, a i později byla stále obsazována do spousty snímků i seriálů. V 80. letech to bylo například životopisné drama Florence Nightingaleová (1985) či thriller Větrné mlýny bohů (1988) a v 90. letech snímky jako Kaleidoskop (1990), V náručí vraha (1992) nebo Rodinné album (1994). V roce 1989 získala také hvězdu na Hollywoodském chodníku slávy.
Svou legendární roli Kelly Garrettové si zopakovala v roce 2003 v celovečerním snímku Charlieho andílci: Na plný pecky. Z původní sestavy zde však hrála pouze ona. Všichni tři „andílci“ se opět setkali až na 58. udílení cen Primetime Emmy v srpnu 2006.
V lednu 2019 byla opět obsazena do role Kelly Garrettové ve snímku Charlieho andílci, což byl její zatím poslední snímek v dosavadní kariéře.

## Osobní život
Jaclyn Smithová se vdala celkem čtyřikrát. Jejím prvním manželem se stal herec Rogerem Davisem (1968–1975), druhým Dennise Cole, se kterým mezi léty 1977–1978 vystupovala i v Charlieho andílcích. V roce 1981 se provdala za svého třetího manžela – kameramana Tonyho Richmonda, se kterým má dvě děti (Gaston a Spencer Margareth) a od roku 1997 je vdaná za kardiochirurga Brada Allena. Žijí spolu v jižní Kalifornii a stále se živí jako herečka, ale navrhuje i oděvy pro obchodní síť K-mart.
V roce 2003 se léčila také s rakovinou prsu.
V roce 1990 byla časopisem People dokonce zařazena mezi 50 nejkrásnějších lidí světa.

## Filmografie

### Filmy
- 1969 Sbohem, město C, režie Larry Peerce
- 1970 The Adventures, režie Lewis Gilbert
- 1972 Probe, režie Russ Mayberry
- 1972 Oh, Nurse!, režie Bob Sweeney
- 1974 Sin, American Style, režie Lou Antonio
- 1974 Bootleggers, režie Charles B. Pierce
- 1975 Switch, režie Robert Day
- 1976 Whiz Kid and the Carnival Caper, The, režie Herman Groves
- 1976 Charlieho andílci, režie Dennis Donnelly
- 1977 Escape from Bogen County, režie Steven Hilliard Stern
- 1978 Users, The, režie Joseph Hardy
- 1980 Nightkill, režie Ted Post
- 1981 Jacqueline Bouvierová Kennedyová, režie Steve Gethers
- 1983 Rage of Angels, režie Buzz Kulik
- 1984 Sentimental Journey, režie James Goldstone
- 1984 Jak jsme zachránili Vánoce, režie Jackie Cooper
- 1985 Florence Nightingaelová, režie Daryl Duke
- 1985 Deja vu, režie Anthony B. Richmond
- 1986 Rage of Angels: The Story Continues, režie Paul Wendkos
- 1988 Větrné mlýny bohů, režie Lee Philips
- 1989 Settle the Score, režie Edwin Sherin
- 1989 Christine Cromwell: Things That Go Bump in the Night, režie E. W. Swackhamer
- 1990 Kaleidoskop, režie Jud Taylor
- 1991 Případ doktorky Willisové, režie Anne Gerard
- 1991 Lies Before Kisses, režie Lou Antonio
- 1992 V náručí vraha, režie Robert L. Collins
- 1992 Noční můra za bíleho dne, režie Lou Antonio
- 1992 Láska může zabíjet, režie Jakc Bender
- 1993 Jaclyn Smith: Workout for Beauty & Balance
- 1994 Rodinné album, režie Jack Bender
- 1994 Oběti zloby, režie Armand Mstroianni
- 1996 Má nejlepší přátelkyně, režie Joyce Chopra
- 1997 Married to a Stranger, režie Sidney J. Furie
- 1998 Vražedná lilie, režie Michael M. Scott
- 1999 Tři tajemství, režie Marcus Cole
- 1999 Sabotáž, režie Mario Azzopardi
- 2000 Jít za hlasem srdce, režie David Burton Morris
- 2003 Charlieho andílci: Na plný pecky, režie McG
- 2005 Obyčejné zázraky, režie Michael Switzer
- 2015 Bridal Wave, režie Michael M. Scott
- 2019 Random Acts of Christmas, režie Barbara Kymlicka
- 2019 Charlieho andílci, režie Elizabeth Banks

### Seriály
- 1954 Disneyland, režie (69 různých)[5]
- 1970 The Partridge Family, režie (20 různých)
- 1970 McCloud, režie Herman Miller
- 1972 The Rookies, režie (25 různých)
- 1974 Get Christie Love, režie (12 různých)
- 1975 Switch, režie (20 různých)
- 1981–1976 Charlieho andílci, režie (28 různých)
- 1984 George Washington, režie Buzz Kulik
- 1988 Agent beze jména, režie Robert Young
- 1989 Christine Cromwell, režie Dick Wolf
- 1998 Becker, režie (12 různých)
- 2000 Policejní okrsek, režie (27 různých)
- 2003 Hope & Fight, režie Joanna Johnson
- 2010 Zákon a pořádek: Útvar pro zvláštní oběti (11. série, 18. epizoda), režie Dick Wolf
- 2012 Kriminálka Las Vegas (12. série, 18. a 22. epizoda), režie Anthony E. Zuiker
- 2021 Fotbalový talent (3. série, 14. epizoda), režie April Blair